# 제이앤프라이빗에쿼티
제이앤프라이빗에쿼티(J& Private Equity)는 대한민국의 사모펀드 운용사이다.

## 투자 기업
- 지아이텍
- 현대힘스:[1] 2025년 특수목적회사(SPC) 허큘리스홀딩스를 통해 보유 중인 현대힘스 지분 53.06%을 매각할 예정이다.[2]
- 금남고속과 중부고속[3]
- 배럴[4]
- 현대오일터미널[5]
- APS홀딩스와 자회사 넥스틴[6]
- 모던텍[7]
- SJ코레[8]